# Venture Loan
Ein Venture Loan (auch Venture Debt, Wachstumsdarlehen, Growth Debt oder Venture Lending) bezeichnet eine Form der Fremdfinanzierung, die an bestehende Start-ups vergeben wird. Es handelt sich dabei in der Regel um ein endfälliges Darlehen oder eine Finanzierung mit besonderen Bedingungen, das von spezialisierten Banken, Finanzinstituten oder Fonds bereitgestellt wird. Diese Darlehen dienen häufig der Finanzierung von Betriebskapital oder Investitionen in langlebige Wirtschaftsgüter wie Ausrüstung oder Infrastruktur.
Im Gegensatz zu klassischen Bankdarlehen, die auf positiven Cashflows oder umfangreichen Sicherheiten basieren, richtet sich Venture Debt gezielt an Unternehmen in der Wachstumsphase, die durch Risikokapital (Venture Capital) unterstützt werden und oft noch keine Gewinne erwirtschaften oder über signifikante Sicherheiten verfügen. Das erhöhte Risiko für den Fremdkapitalgeber wird durch vergleichsweise hohe Zinssätze (zwischen 8 und 20 % p. a.) sowie zusätzliche Renditekomponenten wie Warrants (d. h. Optionen zum Erwerb von Unternehmensanteilen) kompensiert.

## Marktvolumen und Branchendynamik
Typischerweise handelt es sich bei Venture Debt um Finanzierungen für reifere Start-ups, die bereits drei bis vier Jahre am Markt sind, erste solide Umsätze erzielen und über eine gewisse Bonität verfügen.
In den USA wird Venture Debt häufig als Ergänzung zu Venture Capital betrachtet und beträgt in der Regel etwa ein Drittel bis die Hälfte des investierten Eigenkapitals. Schätzungen zufolge liegt der globale Venture-Debt-Markt bei mehreren Milliarden US-Dollar pro Jahr.
Ein Anstieg des Interesses an Venture Debt in Europa wurde unter anderem durch die wachsende Zahl an erfolgreich finanzierten Start-ups und die zunehmende Professionalisierung der Marktteilnehmer begünstigt.